# 2011-es jégkorong-világbajnokság
A 2011-es jégkorong-világbajnokság a 75. világbajnokság volt, amelyet a Nemzetközi Jégkorongszövetség szervezett. A vb-ken 48 ország válogatottja vett részt négy szinten. A világbajnokságok végeredményei alapján alakult ki a 2012-es jégkorong-világbajnokság főcsoportjának illetve divízióinak mezőnye.
A 2011-es világbajnokság után a divízió I-es és II-es két csoportját egymás alá-fölé rendelték. 2012-től a divízió I-es A csoportból az első két csapat jut fel a főcsoportba, a főcsoportból kieső két csapat helyére. Ezt követően sorrendben a divízió I B, divízió II A, divízió II B, divízió III külön szintnek minősülnek. Mindegyik szinten az első csapat jut fel a felette lévő szintre és ennek megfelelően egy csapat esik ki az alatta szintre.

## Főcsoport
A főcsoport világbajnokságát 16 csapat részvételével április 29. és május 15. között rendezték Szlovákiában.
- Finnország – Világbajnok
- Svédország
- Csehország
- Oroszország
- Kanada
- Norvégia
- Németország
- Egyesült Államok
- Svájc
- Szlovákia
- Dánia
- Franciaország
- Lettország
- Fehéroroszország
- Ausztria – Kiesett a divízió I A csoportjába
- Szlovénia – Kiesett a divízió I A csoportjába

## Divízió I
A divízió I-es jégkorong-világbajnokság A csoportját Budapesten, Magyarországon, a B csoportját Kijevben, Ukrajnában április 17. és 23. között rendezték.
| A csoport - Olaszország – Feljutott a főcsoportba - Magyarország - Dél-Korea - Hollandia - Spanyolország – Kiesett a divízió II A csoportjába - Japán (visszalépett) | B csoport - Kazahsztán – Feljutott a főcsoportba - Nagy-Britannia - Ukrajna - Lengyelország - Litvánia - Észtország – Kiesett a divízió II A csoportjába |

## Divízió II
A divízió II-es jégkorong-világbajnokság A csoportját április 4. és 10. között Melbourne-ben, Ausztráliában, a B csoportját április 10. és 16. között Zágrábban, Horvátországban rendezték.
| A csoport - Ausztrália – Feljutott a divízió I B csoportjába - Új-Zéland - Szerbia - Belgium - Mexikó - Észak-Korea (visszalépett) – Kiesett a divízió III-ba | B csoport - Románia – Feljutott a divízió I B csoportjába - Horvátország - Izland - Kína - Bulgária - Írország – Kiesett a divízió III-ba |

## Divízió III
A divízió III-as jégkorong-világbajnokságot április 11. és 17. között rendezték Fokvárosban, a Dél-afrikai Köztársaságban.
- Izrael – Feljutott a divízió II B csoportjába
- Dél-afrikai Köztársaság – Feljutott a divízió II B csoportjába
- Törökország
- Luxemburg
- Görögország
- Mongólia